# Disembolus amoenus
Espèce
Disembolus amoenus est une espèce d'araignées aranéomorphes de la famille des Linyphiidae.

## Distribution
Cette espèce est endémique du Colorado aux États-Unis,. Elle se rencontre dans le comté de Gunnison, vers 3 800 m d'altitude dans la Cumberland Pass.

## Description
Les femelles mesurent de 1,35 à 1,70 mm. Le mâle est inconnu.

## Publication originale
- Millidge, 1981 : The erigonine spiders of North America. Part 4. The genus Disembolus Chamberlin and Ivie (Araneae: Linyphiidae). Journal of Arachnology, vol. 9, no 3, p. 259-284 (texte intégral).